# Bidhuna
Bidhuna è una suddivisione dell'India, classificata come nagar panchayat, di 24.784 abitanti, situata nel distretto di Auraiya, nello stato federato dell'Uttar Pradesh. In base al numero di abitanti la città rientra nella classe III (da 20.000 a 49.999 persone).

## Geografia fisica
La città è situata a 26° 53' 13 N e 79° 5' 38 E e ha un'altitudine di 143 m s.l.m..

## Società

### Evoluzione demografica
Al censimento del 2001 la popolazione di Bidhuna assommava a 24.784 persone, delle quali 13.064 maschi e 11.720 femmine. I bambini di età inferiore o uguale ai sei anni assommavano a 3.615, dei quali 1.946 maschi e 1.669 femmine. Infine, coloro che erano in grado di saper almeno leggere e scrivere erano 18.228, dei quali 10.236 maschi e 7.992 femmine.